# Europahütte
Europahütte – schronisko turystyczne w Szwajcarii w masywie Alp Pennińskich, na zachodnim stoku Domu, nad miejscowością Randa (kanton Valais).

## Charakterystyka
Obiekt znajduje się na wysokości 2264 m n.p.m., na ścieżce Europaweg, prowadzącej z Zermatt do Grächen, a także stanowi oparcie podczas przejścia długodystansowego szlaku Tour Monte Rosa.
Schronisko zostało wzniesione w 1999 przez gminę Randa. Ma ono do dyspozycji 42 miejsca noclegowe, kuchnię, jadalnię i taras z panoramicznym widokiem na Alpy. Obiekt jest zarządzany przez rodzinę Brantschen Marcel.

## Dojście
Dojście z Randy zajmuje około dwóch godzin różnymi drogami. W pobliżu znajduje się most Charles’a Kuonena (jeden znajdłuższych na świecie pieszych mostów wiszących) oraz schroniska Domhütte i Kinhütte.

## Galeria

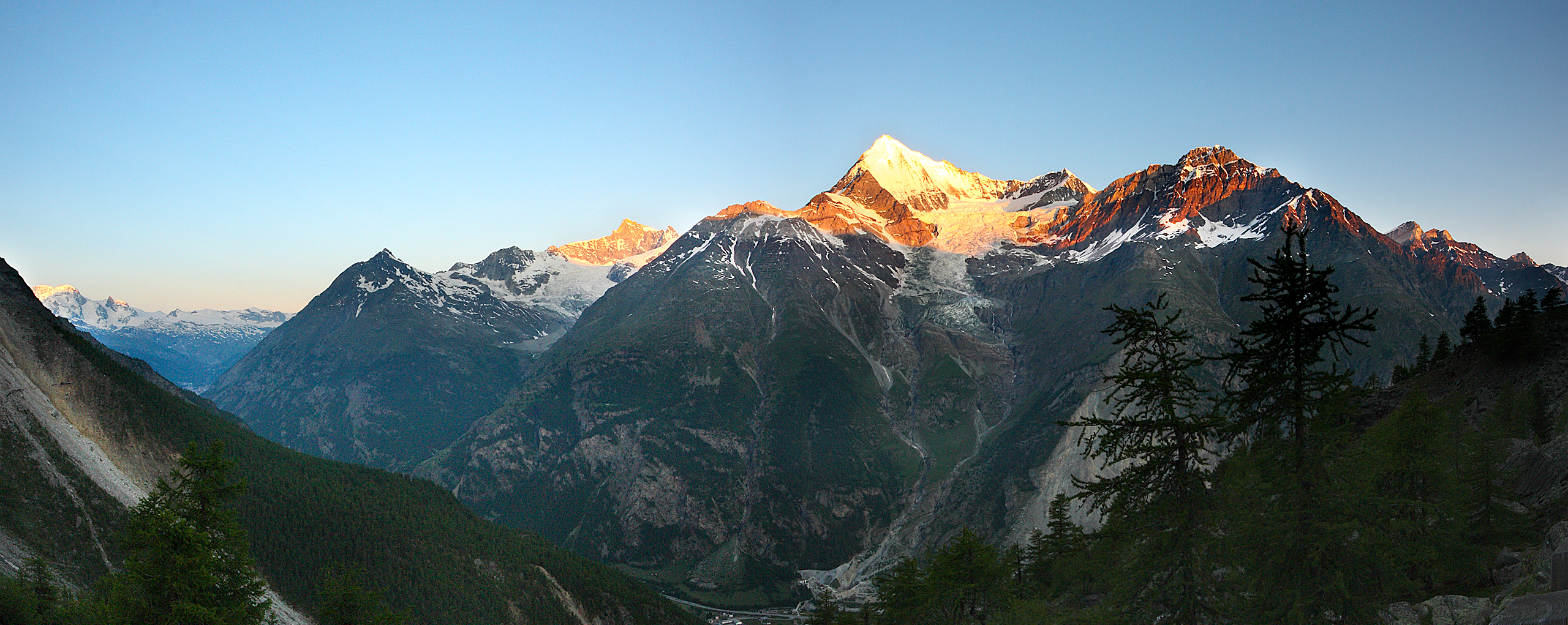
Widok z tarasu
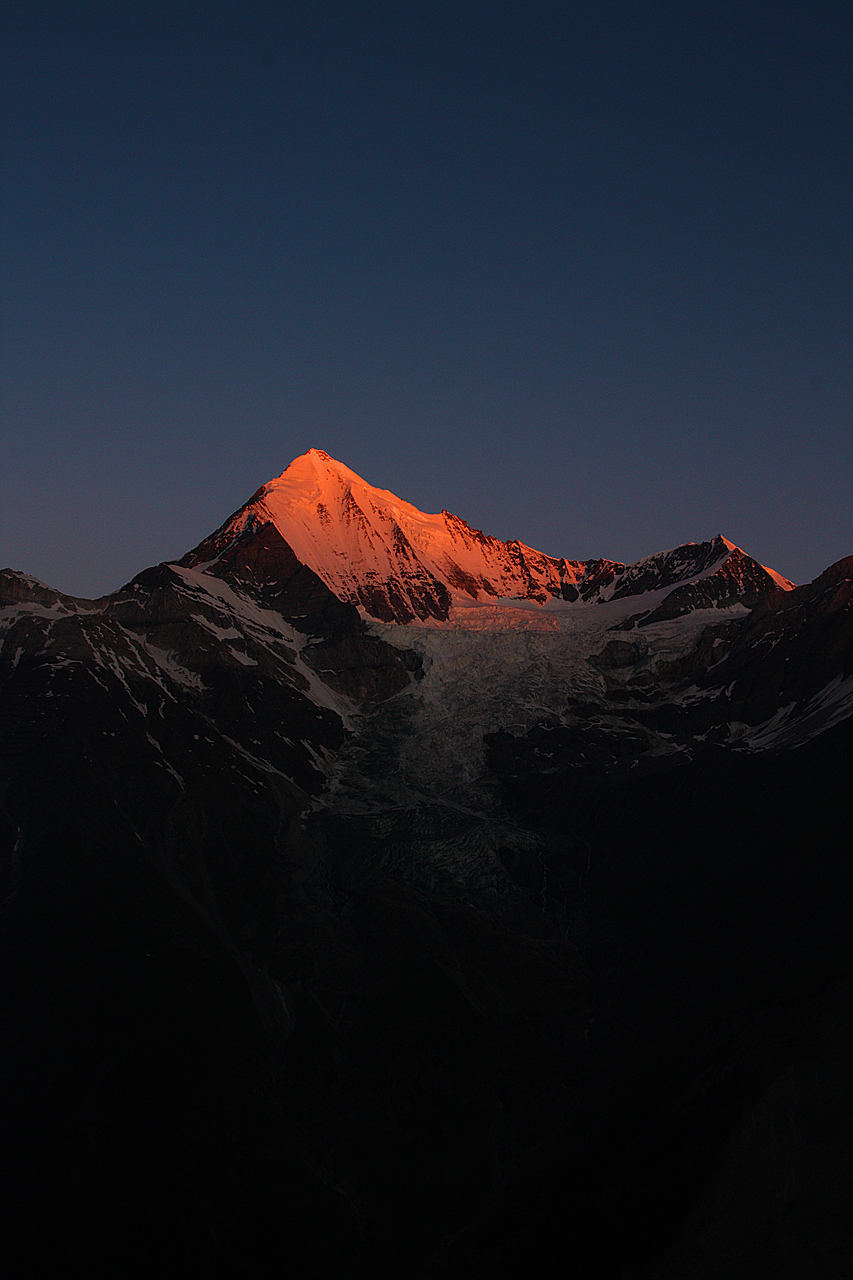
Weisshorn i Bishorn z tarasu